# Henrik Petersen (Literaturkritiker)
Henrik Petersen (* 1973) ist ein schwedischer Übersetzer, Literaturkritiker und Verlagslektor.

## Karriere
Als Kritiker arbeitet Petersen seit vielen Jahren für Sydsvenskan und hat auch für Zeitungen wie Göteborgs-Posten und Vagant geschrieben.
Als Übersetzer hat er u. a. Werke von Joseph Conrad, Knut Hamsun und Cormac McCarthy übersetzt. Zuvor war er für die Verlage Modernista und Brombergs bokförlag tätig.
Im Jahr 2018 wurde er als eines von fünf externen Mitgliedern in das neue Nobelkomitee der Schwedischen Akademie gewählt.